# Capilla del Monte di Pietà
La capilla del Monte di Pietà es una edificación manierista construida en el edificio del monte de piedad de Nápoles en Spaccanapoli, Italia. El antiguo palacio albergaba el Monte di Pietà, institución fundada en el año 1539 por algunos nobles napolitanos (Aurelio Caparo, Gian Domenico di Lega y Leonardo Palma) para combatir la usura haciendo préstamos sin ánimo de lucro; a finales del siglo adquirieron el palacio de Girolamo Carafa y confiaron el proyecto para la restauración al arquitecto romano Giovan Battista Cavagna que fue quien construyó la capilla en este edificio.

## Descripción

### Exterior
Un solemne y airoso atrio sobre pilares cuadrados conduce a la capilla, que representa un notable ejemplo de arte manierista. Sobre la fachada se encuentran estatuas de Pietro Bernini y en el frontón la Pietà de Michelangelo Naccherino.

### Interior
El interior está decorado con estuco dorado. La cúpula está pintada al fresco por el pintor griego Belisario Corenzio y aquí se clocaron: a la derecha un lienzo de Ippolito Borghese, a la izquierda un lienzo iniciado por Girolamo Imparato y acabado por Fabrizio Santafede y en el centro, a la derecha del altar mayor, Deposición de Santafede.
En la antesacristía se encuentra el sepulcro del cardenal Acquaviva de Cosimo Fanzago, fechado en el año 1617; es notable la Sacristía, decorada en la primera mitad del siglo XVIII con alegoría sobre decoraciones en oro y sobre la bóveda está presente un óleo de Giuseppe Bonito representando a la Caridad. Sobre la derecha se accede en la Sala Cantoniere, otro ejemplo de arte dieciochesco, con pavimento de mayólica y frescos; aquí cabe destacar los retratos de Carlos III de Borbón y de María Amalia de Sajonia. Además en la sala está conservada también una Piedad de madera, obra de un maestro napolitano desconocido del siglo XVII.

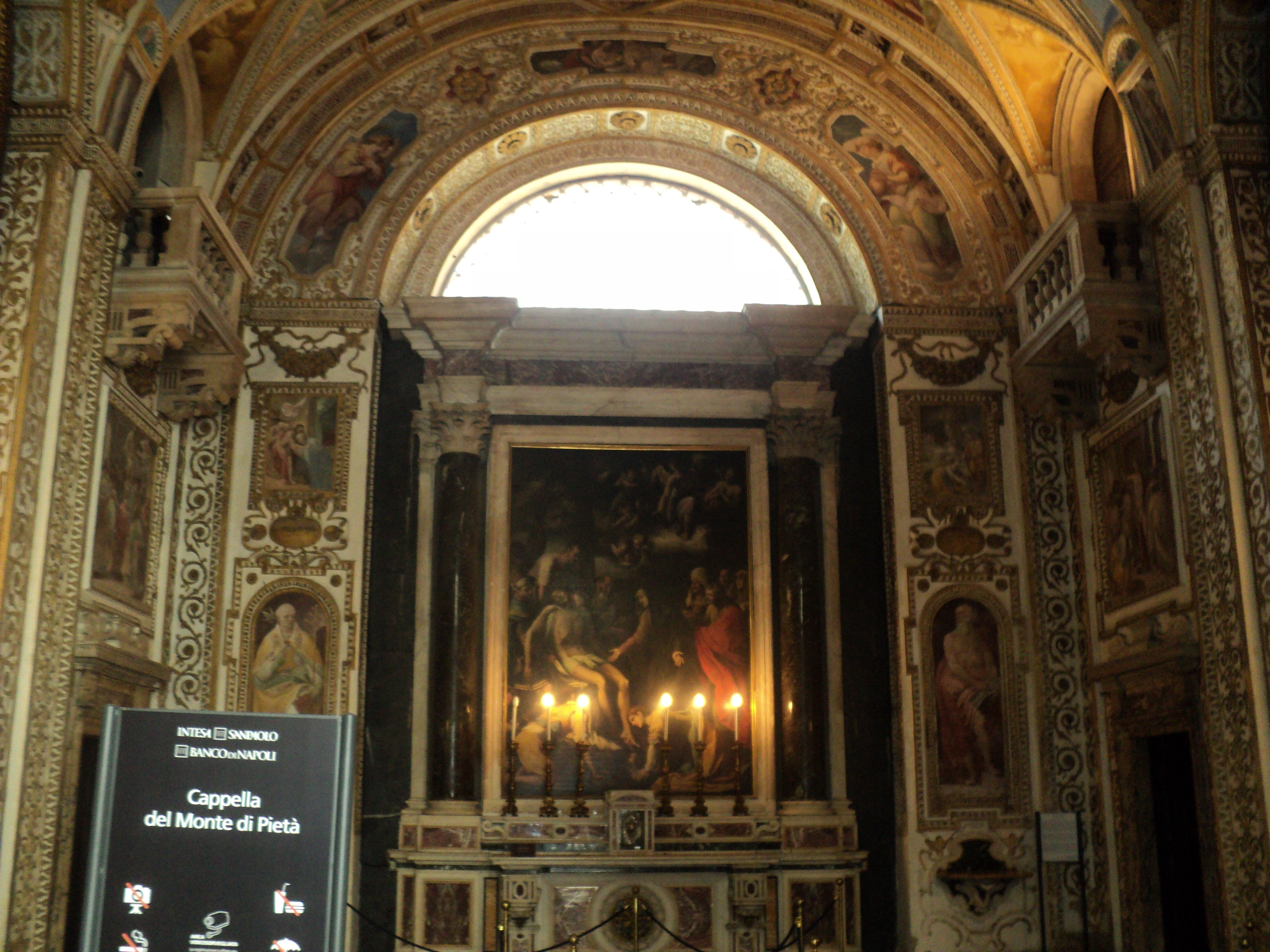
Interior de la capilla con la Deposizione de Fabrizio Santafede
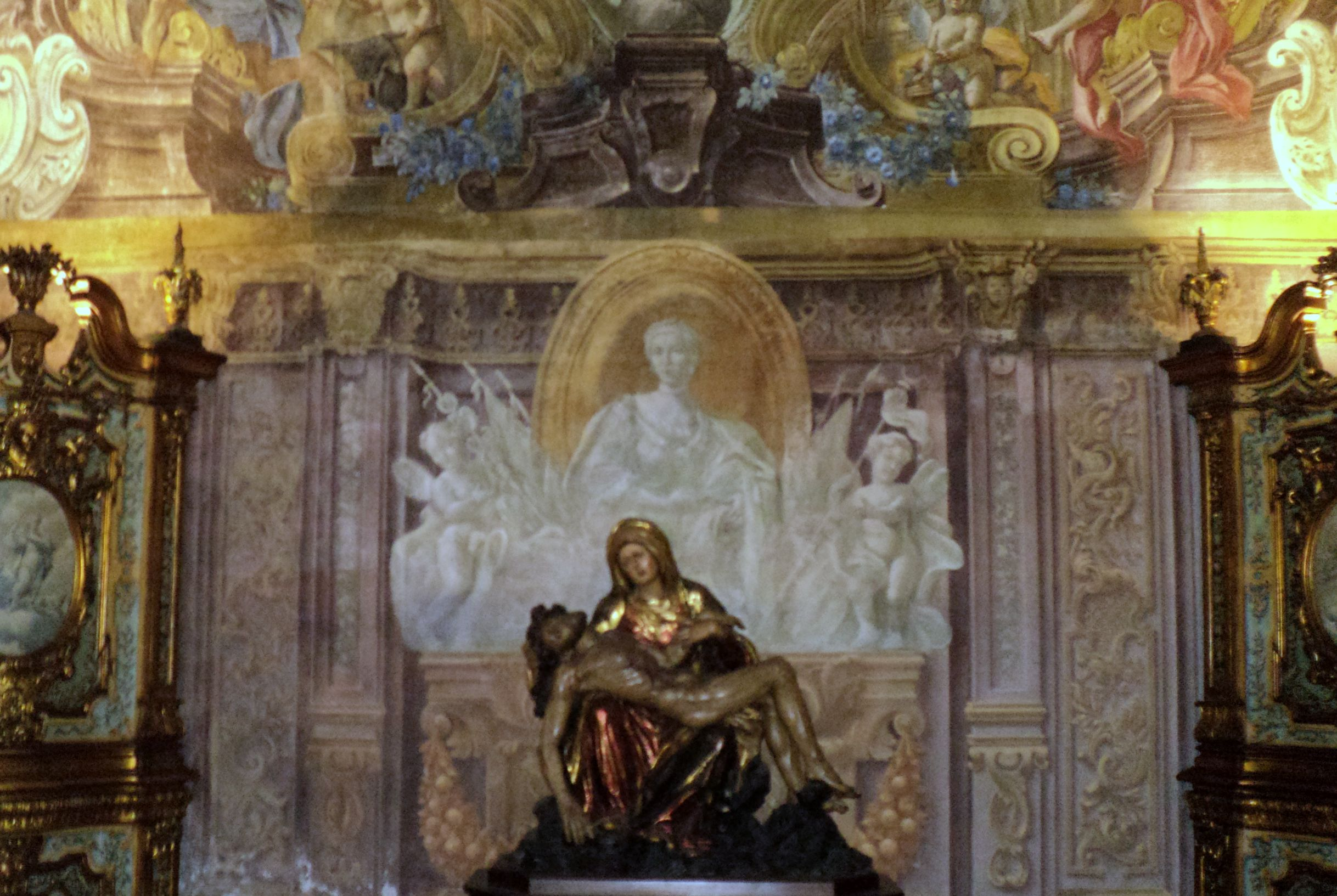
Pietà de artista desconocido
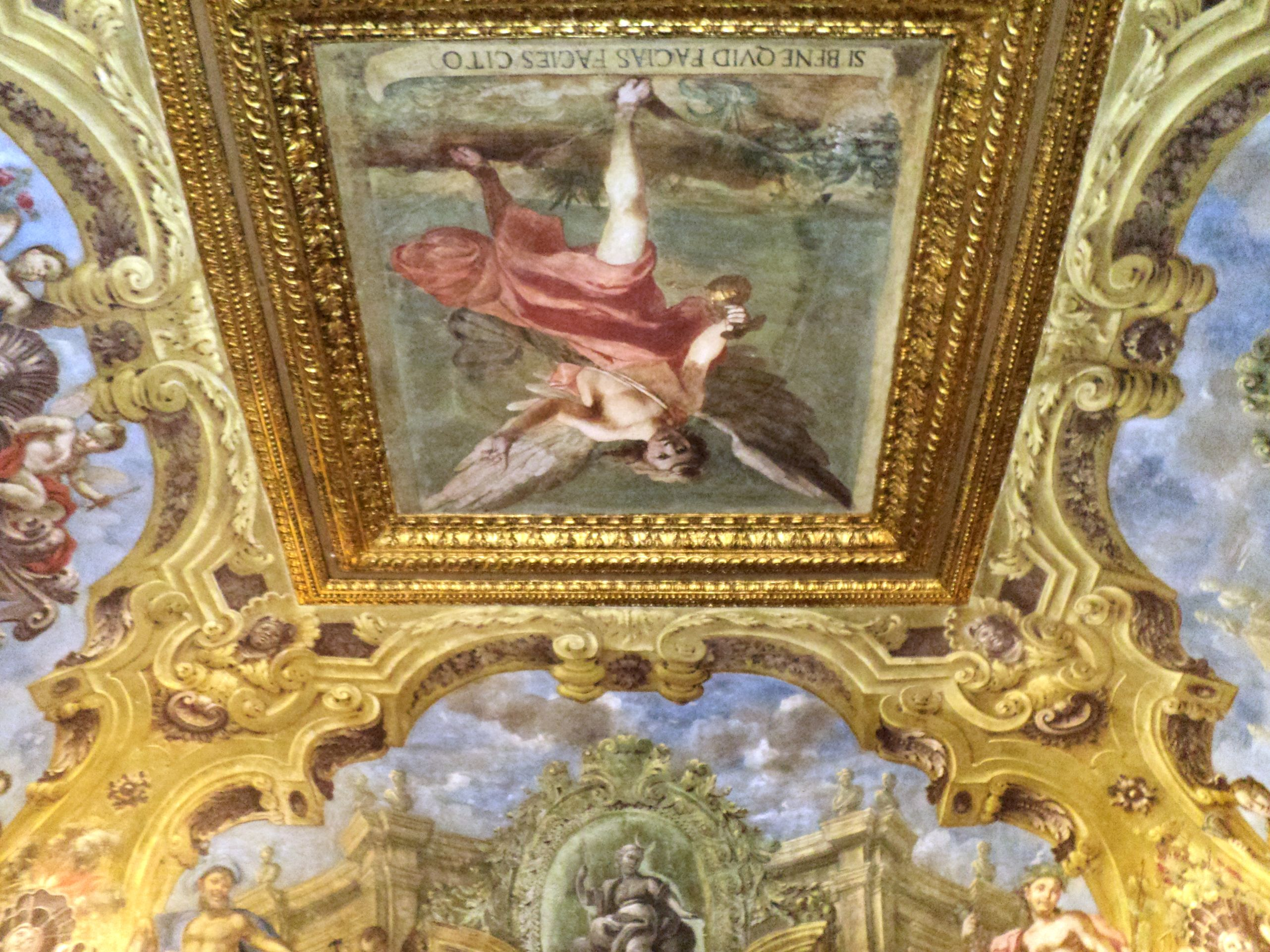
Frescos de Giuseppe Bonito
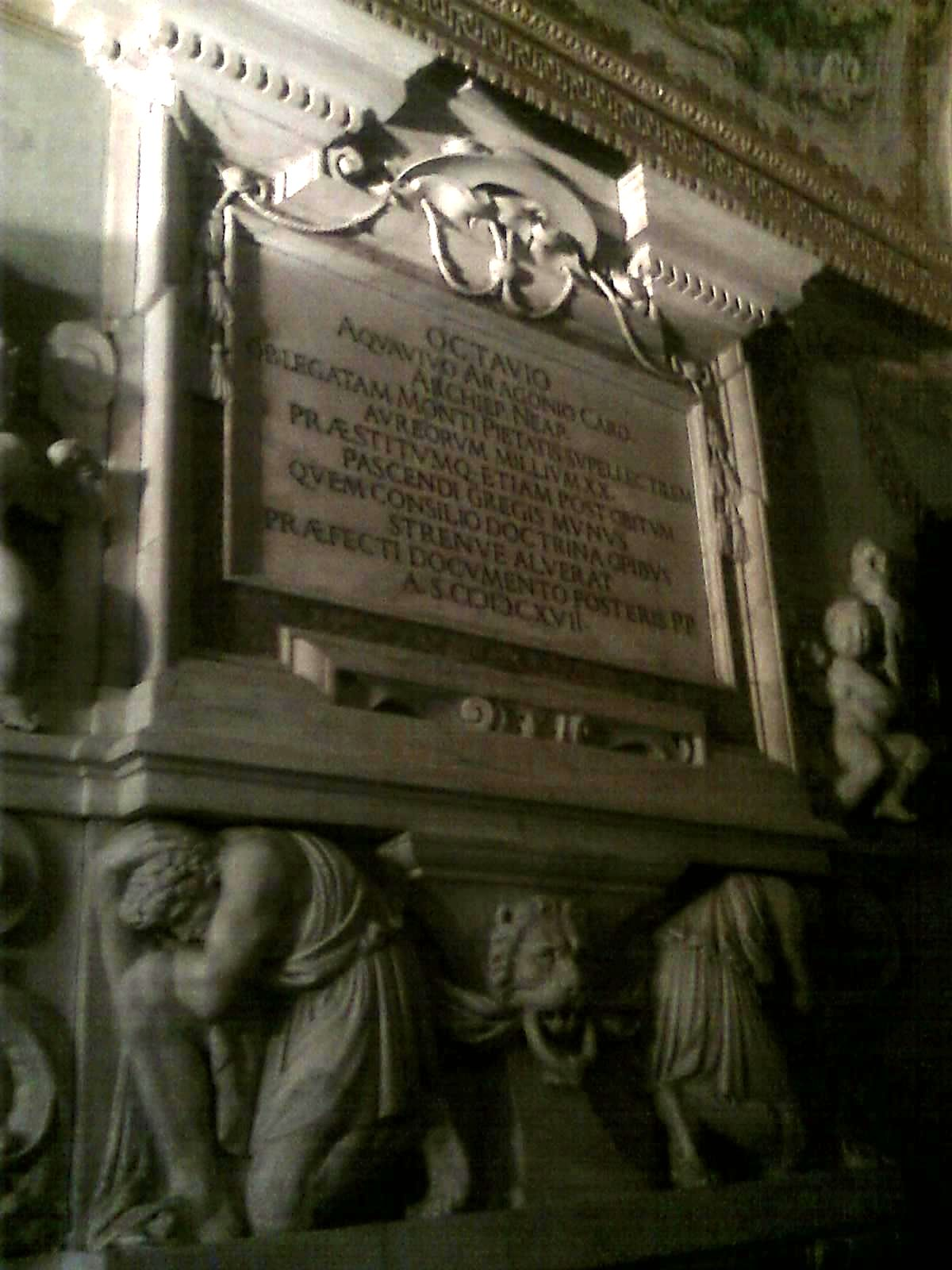
Tumba de Ottavio Acquaviva, obra de Cosimo Fanzago